# Biella (tỉnh)
Tỉnh Biella (Tiếng Ý: Provincia di Biella) là một tỉnh ở Piedmont. Tỉnh được thành lập năm 1992. Tỉnh lỵ là thành phố Biella.

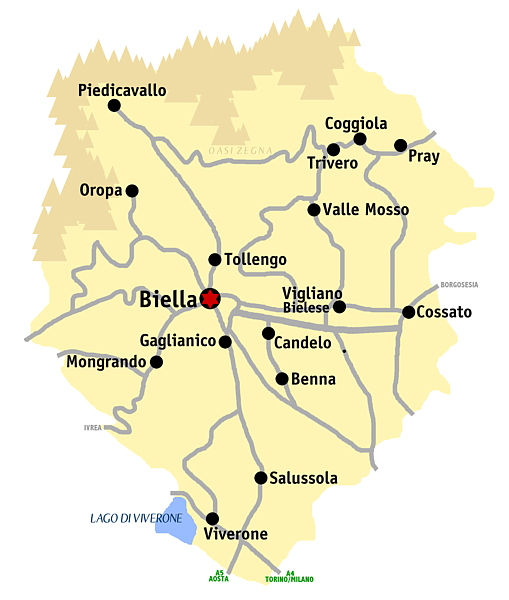
Bản đồ tỉnh Biella.

Tỉnh này có diện tích 913 km², tổng dân số là 187.249 người (năm 2001). Có 82 comuni (danh từ số ít tiếng Ý:comune) ở trong tỉnh này  Lưu trữ ngày 7 tháng 8 năm 2007 tại Wayback Machine.
Các đô thị chính xếp theo dân số là:
| Đô thị              | Dân số |
| ------------------- | ------ |
| Biella              | 46.182 |
| Cossato             | 15.058 |
| Vigliano Biellese   | 8.426  |
| Candelo             | 8.015  |
| Trivero             | 6.617  |
| Mongrando           | 4.037  |
| Valle Mosso         | 3.981  |
| Occhieppo Inferiore | 3.970  |
| Ponderano           | 3.904  |
| Gaglianico          | 3.893  |
| Cavaglià            | 3.688  |
| Andorno Micca       | 3.572  |

Năm 2003, Sacro Monte di Oropa đã được UNESCO đưa vào danh sách di sản thế giới.

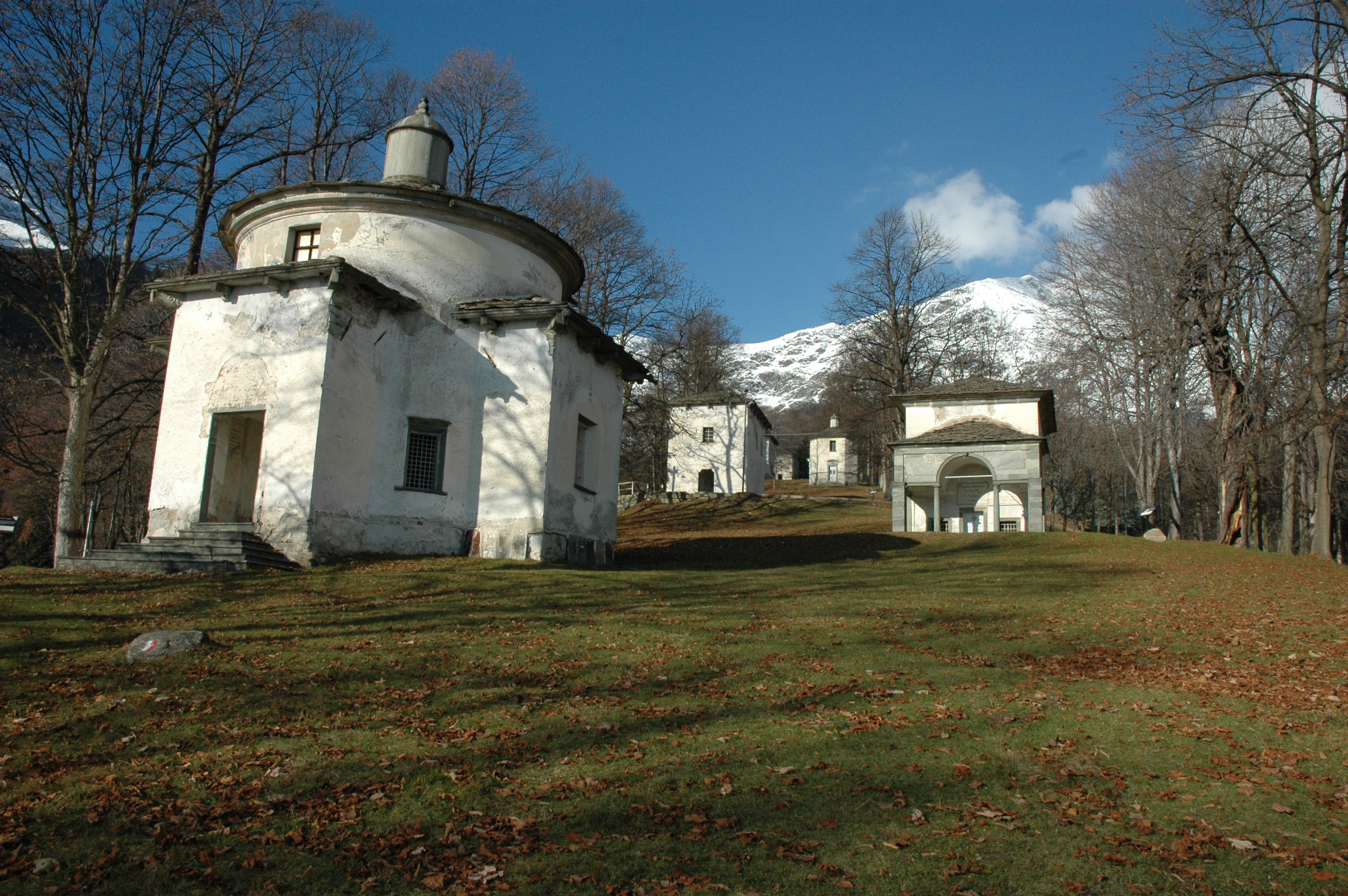
View of the Sacro Monte
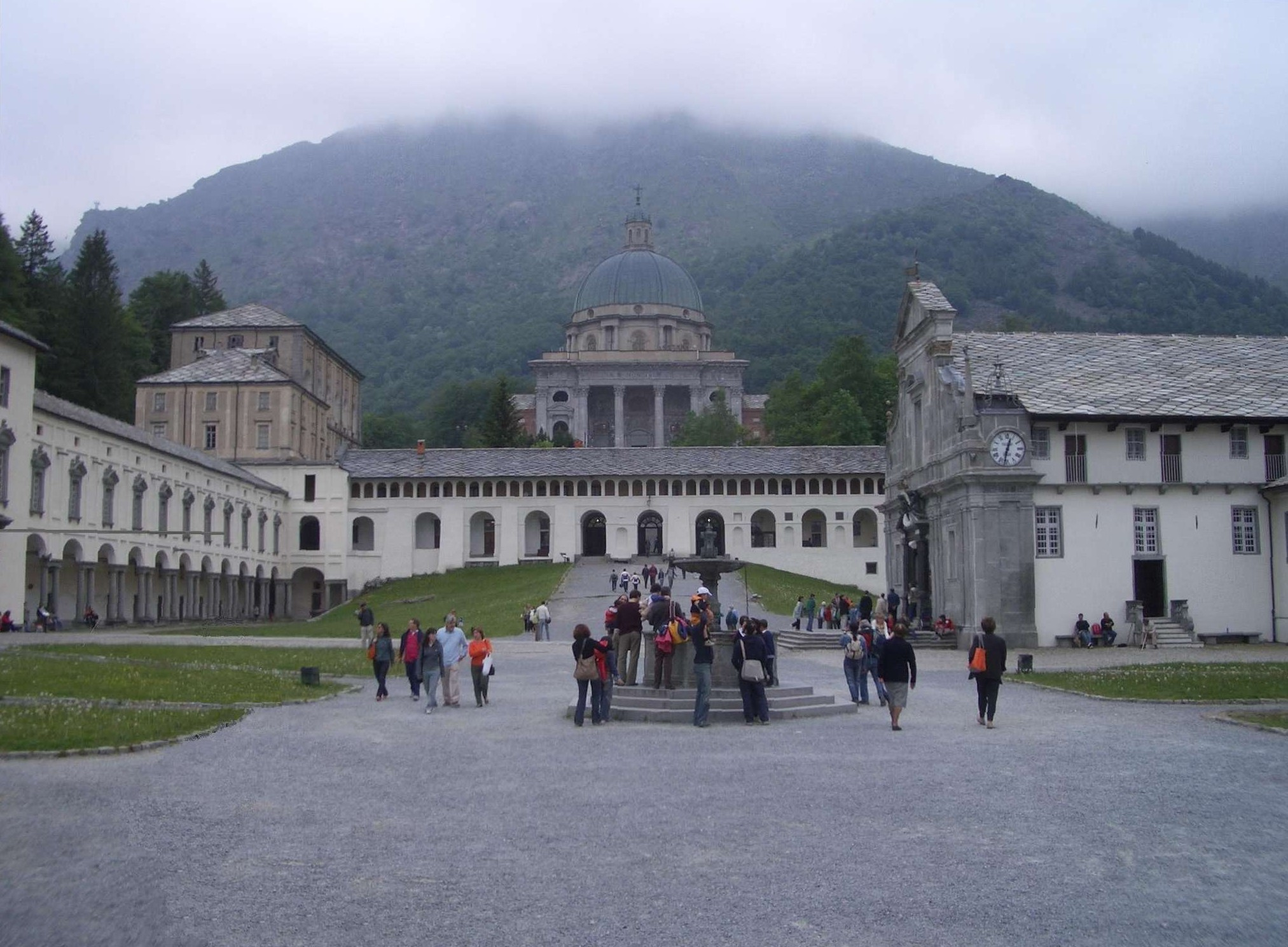
Sanctuary
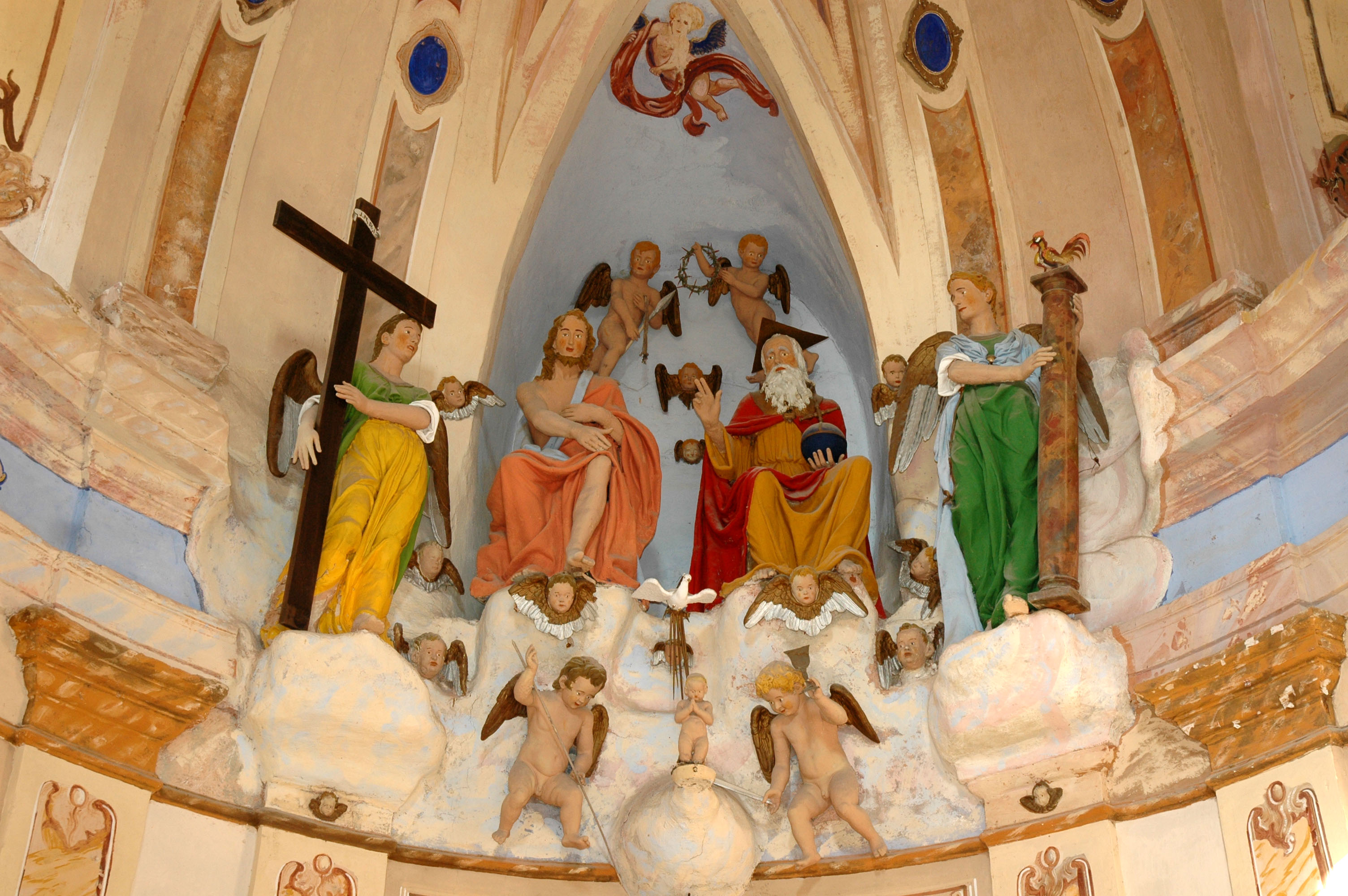
La Concezione di Maria